# کایل دیک
کایل دِیک (به انگلیسی: Kyle Dake؛ زادهٔ ۲۵ فوریهٔ ۱۹۹۱) کشتی‌گیر اهل آمریکا است که در دسته‌های ۷۴ و ۷۹ ک‌.  کشتی آزاد و کشتی فولک رقابت می‌کند. دیک برندهٔ دو مدال برنز المپیک ۲۰۲۰ توکیو و بازی‌های المپیک ۲۰۲۴ پاریس و قهرمان چهار دورهٔ پیاپی مسابقات قهرمان کشتی جهان در سال‌های ۲۰۱۸، ۲۰۱۹، ۲۰۲۱ و ۲۰۲۲ است. او در کشتی دانشگاهی هم از سوی دانشگاه کرنل چهار بار پیاپی قهرمان ان‌سی‌ای‌ای بخش یکم آمریکا شده‌است

## فعالیت ورزشی

### قهرمانی کشتی جهان ۲۰۱۸
داک در وزن ۷۹ کیلوگرم کشتی آزاد مسابقات قهرمانی کشتی جهان ۲۰۱۸ بوداپست حاضر بود که مارتین اوبست از آلمان و داویت خوتسیشویلی از گرجستان را با نتیجهٔ یازده بر هیچ و سپس احمد گادژی‌ماگمدوف از روسیه را با نتیجهٔ ۱۳ بر صفر شکست داد و به دیدار پایانی رسید. وی در مسابقه پایانی جبرئیل حسنف کشتی‌گیر آذربایجانی را دو بر هیچ شکست داد و مدال طلای وزن ۷۹ کیلوگرم را بدست آورد.

### قهرمانی کشتی جهان ۲۰۱۹
داک همانند دورهٔ گذشته مسابقات جهانی، در مسابقات قهرمانی کشتی جهان ۲۰۱۹ نورسلطان نیز در وزن ۷۹ کیلوگرم به نشان زرین دست یافت. او برای رسیدن به این عنوان ابتدا اوبیک نصیروف از قرقیزستان را با نتیجهٔ عالی ۱۲ بر دو از پیش رو برداشت. سپس گادجی نبی‌یف روسیه‌ای را ۵ به یک برد و در نیمه پایانی رشید قربانف ازبک را با حساب ۶ بر یک مغلوب کرد و به دیدار پایانی راه یافت. وی در دیدار آخر خود در نورسلطان، همانند دورهٔ پیش جبرئیل حسنف از آذربایجان را با دو امتیاز اختلاف و این بار با حساب چهار بر دو مغلوب کرد و سکوی نخست وزن ۷۹ ک‌گ آزاد مسابقات را از آن خود کرد.

### المپیک ۲۰۲۰ توکیو
داک در وزن ۷۴ کیلوگرم کشتی آزاد المپیک ۲۰۲۰ توکیو حاضر بود که در کشتی اول مصطفی حسین‌خانی از ایران را شکست داد اما در کشتی بعد به ماگومدحبیب کادیماگمدوف از بلاروس باخت و با توجه به حضور این کشتی‌گیر در فینال، به دیدار شانس مجدد رفت. او در مرحله شانس مجدد گیاندری گارزون از کوبا را شکست داد و به دیدار رده‌بندی رسید. وی در این دیدار فرانک چامیزو از ایتالیا را شکست داد و مدال برنز وزن ۷۴ کیلوگرم را بدست آورد.

### قهرمانی کشتی جهان ۲۰۲۱
داک در وزن ۷۴ کیلوگرم کشتی آزاد قهرمانی کشتی جهان ۲۰۲۱ اسلو شرکت کرد، او در این مسابقات واسیل دیاکون از مولداوی، فضلی ارییلماز از ترکیه و عظمت نوریکائو از بلاروس را شکست داد و به فینال رسید. وی در فینال تیموراز سالکازانوف از اسلواکی را شکست داد و مدال طلا را بدست آورد.

### قهرمانی کشتی جهان ۲۰۲۲
داک در وزن ۷۴ کیلوگرم کشتی آزاد قهرمانی کشتی جهان ۲۰۲۲ بلگراد شرکت کرد، او در این مسابقات اسلامبک اوروزبکوف از قرقیزستان، اولونبایرین سولدخو از مغولستان، ساگار جاگلان از هند و یونس امامی از ایران را شکست داد و به فینال رسید. وی در فینال تیموراز سالکازانوف از اسلواکی را شکست داد و مدال طلا را بدست آورد.

### قهرمانی کشتی جهان ۲۰۲۳
کایل داک در وزن ۷۴ کیلوگرم در این مسابقات شرکت کرد و توانست به فینال مسابقات راه پیدا کند ، داک در فینال به مصاف زائوربک سیداکوف کشتی گیر عنوان دار روسیه رفت و در یک جدال سخت و نزدیک که حدود ۱۵ دقیقه به طول انجامید نهایتاً تن به شکست داد و به مدال نقره دست یافت.
داک در وزن ۷۴ کیلوگرم کشتی آزاد قهرمانی کشتی جهان ۲۰۲۳ بلگراد شرکت کرد، او در این مسابقات ماگومت اولویف از تاجیکستان، نورکوژا کایپانوف از قزاقستان، دایچی تاکاتانی از ژاپن و جورجیوس کوگیومتسیدیس از یونان را شکست داد و به فینال رسید. وی در دیدار نهایی به زائوربک سیداکوف از روسیه باخت و به مدال نقره رسید.

### المپیک ۲۰۲۴ پاریس
داک در وزن ۷۴ کیلوگرم کشتی آزاد المپیک ۲۰۲۴ پاریس حاضر بود که در کشتی های اول و دوم آنتونی مونترو از ونزوئلا و یونس امامی از ایران را شکست داد اما در نیمه نهایی به دایچی تاکاتانی از ژاپن باخت و به دیدار رده‌بندی رفت. وی در دیدار رده‌بندی ختاگ تسابولوف از صربستان را شکست داد و مدال برنز را بدست آورد.